# Макарије Фрчковски
Макарије (Макриј) Негријев Фрчковски (Галичник, око 1800 —  Пазарџик, 1859)  македонски је резбар и иконописац Дебарске (Мијачке) школе.

## Биографија
Макарије је био син мијачког неимара и резбара Негрије Блажева, код којег је учио занат, заједно са браћом Трајаном и Ђурчином. После женидбе постао је зет Петра Филиповског – Гаркате, код кога је почео да ради као помоћник.
Поред резбарења, Макарије је радио са посебном техником украшавања капитела стубова у црквама разним орнаментима и фигурама. Поред иконостаса, он је са својом екипом израдио и резбарене таванице, ормане, сандуке и други намештај за велики број беговских кућа по Македонији, Србији и Бугарској.
Макарије је 1859. сахрањен у цркви „Успење Пресвете Богородице“ у Пазарџику.
Након смрти Макарија Негријева Фрчковског рад су наставила његова браћа Ђурчин и Трајан. Макарије је имао четири сина: Христа Макријева (1841 - 1893), Исаију Макаријева (1843 - 1881), Кузмана Макаријева (1844 - 1899) и Серафима Макријева (1845 - 1869).

## Дело

### Рад као помоћник Гаркате
- Иконостас цркве Богородице у Пазарџику (1824—1825);
- Иконостас цркве Светог Спаса у Скопљу;
- Тавански дуборези у конацима намесника скопског вилајета Авзи-паше у селу Бардовци;
- Иконостас , архијерејски и игумански трон у манастиру Свети Јован Бигорски (1829. и 1835.);
- Иконостас, архијерејски и игумански трон за цркву „Света Богородица“ у Скопљу (изгорела 1944).

### Самостални рад са браћом Ђурчином и Трајаном
- Иконостас цркве „Свети Никола“ у Приштини (око 1840);
- Иконостас цркве Богородице у Пазарџику;
- Иконостас у пловдивској цркви „Света Недеља“;
- Педворје цркве „Света Недеља“ у Софији (око 1856).